# Vohlasaari (ö i Mellersta Finland, Jämsä)
Vohlasaari är en ö i Finland. Den ligger i sjön Kuorevesi och i kommunen Jämsä den ekonomiska regionen  Jämsä  och landskapet Mellersta Finland, i den södra delen av landet, 200 km norr om huvudstaden Helsingfors. Öns area är 1,6 hektar och dess största längd är 260 meter i nord-sydlig riktning.  Vohlasaari ligger i sjön Kuorevesi.